# Parophasma
Parophasma was een monotypisch geslacht van zangvogels uit de familie Sylviidae uit Ethiopië. Volgens DNA-verwantschapsonderzoek past deze soort beter in het geslacht Sylvia.
- Sylvia galinieri synoniem: Parophasma galinieri - katvogelzanger